# Svenskøya
Svenskøya (deutsch „Schwedische Insel“) ist die zweitgrößte Insel der im östlichen Bereich von Spitzbergen gelegenen Inselgruppe König-Karl-Land. Die norwegische Insel ist in Nord-Süd-Richtung rund 20 km lang, ihre Küste hat eine Länge von knapp 59 km und ihre Fläche beträgt 137 km². Ein Bergrücken erstreckt sich im Süden vom Kükenthalfjellet bis in den Norden zum Dunérfjellet, dabei wird eine Höhe von 260 m über dem Meer erreicht. Von der Nachbarinsel Kongsøya ist sie durch den etwa 25 km breiten Rivalensundet getrennt. Wie alle Inseln des König-Karl-Landes ist auch Svenskøya Bestandteil des Nordost-Svalbard-Naturreservats. Svenskøya weist die dichteste Population an Eisbären in ganz Spitzbergen auf. Der Großteil der Insel besteht aus Strandablagerungen.
Im Jahr 1908 kam es einmalig zu einer Überwinterung von sechs Trappern auf Svenskøya. Da sie im Sommer 1909 aufgrund widriger Eisverhältnisse nicht abgeholt werden konnten, mussten sie – unter Zurücklassung ihres Fangs – ein Ruderboot über das Eis ziehen, bis sie offenes Wasser erreichten.